# Фридрих Казимир (Пфалц-Цвайбрюкен-Ландсберг)
Фридрих Казимир фон Пфалц-Цвайбрюкен-Ландсберг (на немски: Friedrich Kasimir von Pfalz-Landsberg; * 10 юни 1585, Цвайбрюкен; † 30 септември 1645, замък Монфор в Монтини-Монфор, Бургундия) е пфалцграф и херцог на Цвайбрюкен-Ландсберг (1604 – 1645).

## Живот
Произлиза от по-младата линия Цвайбрюкен на род Вителсбахи. Той е вторият син на херцог и пфалцграф Йохан I фон Цвайбрюкен (1550 – 1604) и съпругата му Магдалена фон Юлих-Клеве-Берг (1553 – 1633), дъщеря на херцог Вилхелм фон Юлих-Клеве-Берг.
След смъртта на баща му през 1604 г. по-големият му брат Йохан II разделя страната с братята си. Йохан задържа Цвайбрюкен, по-малкият Фридрих Казимир получава дворец и град Ландсберг, най-малкият брат Йохан Казимир получава замъците Нойкастел и Клеебург.
Фридрих Казимир се жени на 4 юли 1616 г. в Ландсберг за Емилия Секунда Антверпиана от Орания-Насау (също Амалия; 1581 – 1657), дъщеря на княз Вилхелм I.
През Тридесетгодишната война Фридрих Казимир бяга през 1622 г. с фамилията си от императорската войска в замък Монфор в Бургундия, който съпругата му Емилия Оранска получила от баща си.
Фридрих Казимир умира на 60-годишна възраст. Погребан е в църквата Св. Александър в Цвайбрюкен.

## Фамилия
Фридрих Казимир и Емилия Секунда имат децата:
- Фридрих (* 1617; † 1617)
- Фридрих Лудвиг (* 27 октомври 1619; † 11 април 1681) ∞ 1645 Юлиана Магдалена (1621 – 1672), дъщеря на Йохан II фон Пфалц-Цвайбрюкен; след това за Мария Елизабет Хеп (1635 – 1722), от което произлизат фрайхерите фон Фюрстенвертер.
- Карл Хайнрих (* 1622; † 1623)